# 2008 (programma televisivo)
2008 è stato un programma televisivo italiano di genere gioco a premi, andato in onda per otto puntate dal 2 febbraio al 6 aprile 2001, in seconda serata su Italia 1, con la conduzione di Andrea Pezzi.

## Il programma
Il programma, trasmesso in diretta, consisteva in otto "scommesse" a cui il pubblico da casa poteva rispondere via SMS al numero di telefono 2008. Le scommesse, a cui si doveva dare risposta scegliendo tra un ventaglio di quattro risposte, riguardavano notizie di cultura, società, attualità, spettacolo e sport; al termine della puntata, il giocatore che aveva indovinato il maggior numero di scommesse vinceva una ricarica telefonica direttamente sul numero utilizzato per giocare. In tempo reale, oltretutto, attraverso il sito Internet della trasmissione era possibile controllare la classifica ufficiale dei partecipanti cumulabile nel corso delle varie puntate, e al termine degli otto appuntamenti vennero premiati con ulteriori ricariche i giocatori presenti nelle posizioni più alte.
La trasmissione era stata ideata dallo stesso Andrea Pezzi, alla sua prima esperienza televisiva in Mediaset, insieme a Davide Parenti e Claudio Canepari.

## Accoglienza del pubblico e ascolti
La puntata d'esordio del programma ottenne un buon riscontro, venendo seguita da oltre un milione di telespettatori, per uno share del 9,41%. Nelle serate successive gli ascolti si sono assestati su valori simili e su uno share del 10%, sfiorando anche il 13%.